# Велика Можга
Велика Можга́ (рос. Большая Можга) — присілок у Вавозькому районі Удмуртії, Росія.
Населення — 169 осіб (2010; 202 в 2002).
Національний склад (2002):
- удмурти — 81 %

Урбаноніми:
- вулиці — Велика, Геологічна, Лучна, Центральна, Шкільна